# Coelops robinsoni
Coelops robinsoni é uma espécie de morcego da família Hipposideridae. Pode ser encontrada na Malásia e Indonésia.